# Великото пътешествие 2: Специална доставка
„Великото пътешествие 2: Специална доставка“ (на руски: Большое путешествие: Специальная доставка) е руска компютърна анимация от 2022 г. и продължение на „Великото пътешествие“ (2019). Режисьори са Наталия Нилова и Василий Ровенский, а продуценти са Ровенский, Роман Борисевич и Юрай Барабаш. Премиерата на филма се състои в Русия на 27 октомври 2022 г.

## В България
В България филмът е пуснат по кината на 10 февруари 2023 г. от „Би Ти Ви Студиос“. Дублажът е нахсинхронен в „Андарта Студио“.